# Бенет Коен
Бенет Коен (Њујорк, 18. март 1951) амерички је предузетник, активиста и филантроп. Један је од два оснивача компаније за производњу сладоледа Ben & Jerry’s.

## Младост
Коен је рођен у Бруклину, Њујорк,  одрастао је у месту Мерик, Њујорк, Лонг Ајланд, у јеврејској породици родитеља Францес и Ирвинга. Провео је једно лето у Buck's Rock Performing and Creative Arts Camp у Њу Милфорду (Конектикат). Коен је упознао Џерија Гринфилда, свог будућег пословног  партнера, у седмом разреду на часу физичког, 1963. године. Школовање су наставили на Sanford H. Calhoun High School. Док је похађао средњу школу, запослио се као продавац сладоледа, након чега је уписао студије на Универзитету Колгејт (енгл. Colgate University) у Хамилтону, Њујорк.
Током следеће деценије, бавио се грнчаријом и напустио је студије након друге године. Радио је као касир у Мекдоналдсу (енгл. McDonald’s), чувар у агенцији Pinkerton, достављач грнчарских точкова, чистач у Jamesway и Friendly’s, помоћник надзорника, службеник у канцеларији за хитну помоћ и као таксиста, пре него што се запослио као учитељ ликовног у приватној школи за децу са посебним потребама. Своје прве сладоледе почео је да прави у време када је предавао на Highland Community School.

## Ben & Jerry's
Коен је одлучио да покрене бизнис са својим добрим пријатељем Џеријем Гринфилдом 1977. и у мају следеће године, њих двојица су отворили продавницу сладоледа Ben & Jerry's  у Берлингтону, Вермонт. Првобитно су хтели да покрену бизнис са ђеврецима, али су трошкови за опрему били превелики, па су се одлучили за сладоледе. Одабрали су Берлингтон као локацију јер је познати студентски град који тада није имао продавницу сладоледа. Специфични стил Ben & Jerry's сладоледа је створен тако да надокнади Коеново одсуство чула мириса, због чега је додавао је све веће комадиће прилога у сладолед како би задовољио  потребу за текстуром у храни. Њихова продавница је постала популарна у Берлингтону. Коен је дао оставку на место генералног директора Ben & Jerry's 1996. године.

## Лични живот

### Друштвени активизам
Како је компанија Ben & Jerry's проширила посао широм земље и постала једна од највећих компанија за производњу сладоледа у САД, Коен је своје новостечено богатство и углед усмерио ка различитим друштвеним циљевима, углавном кроз Ben & Jerry's фондацију. Фондација прима 7,5% профита компаније Ben & Jerry's пре опорезивања и донира средства организацијама као што је Anti Displacement Project. Коен је такође надгледао организације TrueMajority и Business Leaders for Sensible Priorities.
Заговорник је демократа и њихове прогресивне политике. Подржао је Дениса Куцинича на председничким изборима Демократске странке 2004. године. Првобитно је подржао Џона Едвардса 2008. године, а затим Барака Обаму.
Године 2012. помогао је у покретању кампање Stamp Stampede која је за циљ имала штампање порука на националној валути као знак подршке за усвајање уставног амандмана како би се поништила судска одлука о спору између Citizens United v. Frederal Election Commission и смањио утицај приватних корпорација на политику.
Дана 18. априла 2016. године, Коен је приведен са Џеријем Гринфилдом, док је био на протесту Democracy Awakening у Вашингтону, главном граду САД.
У јулу 2021. године, Бен и Џери су најавили подршку бојкоту продаје Ben & Jerry производа у израелским насељима окупираних палестинских територија на Западној обали. Уредници су експлицитно најавили да овај двојац наставља да подржава Израел и да нису наишли на отпор државе због њихових одлука.
Дана 10. октобра 2021. године, новинарка Алекси Мекамонд  у програму Axios на HBO-у интервјуисала је Бена и Џерија. Питала је Бена о политичким ставовима у вези с обустављањем продаје сладоледа у Израелу. Потом га је упитала зашто се сладолед Ben & Jerry's продаје у Џорџији и Тексасу као одговор на Georgia's voter identification law и 2021 Texas Heartbeat Act, који не дозвољава абортус после шест недеља. Бен је одговорио: „Не знам“ и „Ако тако гледамо, не би требало нигде да продајемо сладолед“.

### Председничка кампања Бернија Сандерса
Коен је постао истакнути заступник Бернија Сандерса током председничких избора Демократске странке 2016. године.
Коен је 25. јануара 2016. избацио нови специјални укус сладоледа под називом Bernie's Yearning у знак подршке Сандерсу. Укус који се састојао од обичног сладоледа од менте прекривеног чврстим слојем чоколаде са ментом, избачен је под именом Ben’s Best. Према Коену, „чоколадни диск представља велики економски напредак који је постигнут од завршетка кризе“. Ово је учињено у настојању да се прикажу актуелни социоекономски проблеми САД. Сладолед је прављен ручно у Коеновој кухињи, од састојака које је купила Сандерсова кампања. Компанија Ben & Jerry's је јавно објавила да негира повезаност са производом и било какав вид подршке, уз изјаву: „Ово је креирао Бен као грађанин. Компанија није укључена“.
Коен је 21. фебруара 2019. именован за националног копредседавајућег кампање Бернија Сандерса за 2020. годину.
У августу 2019. Коен је произвео још један укус у знак подршке Бернију Сандерсу под називом Bernie's Back. Није био на продају у продавницама, али је додељен као награда за 40 најбољих такмичара.

### Достигнућа
New York Open Center је 2000. године одао почаст Коену за његово „лидерство у пионирском друштвено одговорном пословању“.
Коен је 1988. године именован за особу године малих предузећа у САД (енгл.US Small Business Person of the Year).